# DIY-биология
Биология «сделай сам» (DIY-биология, Do-it-yourself биология) — набирающее популярность биотехнологическое общественное движение, в рамках которого отдельные люди, сообщества и небольшие организации изучают биологию и науки о жизни, используя те же методы, что и традиционные исследовательские институты.
Биологией DIY занимаются в основном люди с обширной исследовательской подготовкой из академических кругов или корпораций, которые затем наставляют и контролируют других самодеятельных биологов с небольшой формальной подготовкой или вообще без неё. Это может делаться в качестве хобби, некоммерческого начинания для обучения сообщества и инноваций в области открытой науки или для получения прибыли, чтобы начать бизнес.
С биологическим сообществом «сделай сам» связаны и другие термины. Термины «биохакинг» «взлом программного обеспечения» подчеркивают связь с культурой хакеров и их этикой. Понятие «хакер» используется в первоначальном смысле поиска новых и изысканных способов сделать что-то. Термин биохакинг также используется в сообществе модификации тела «гриндер», считающееся родственным, но отличным от движения биологии «сделай сам». Термин «биопанк» подчеркивает технопрогрессивные, политические и художественные элементы движения.

## История

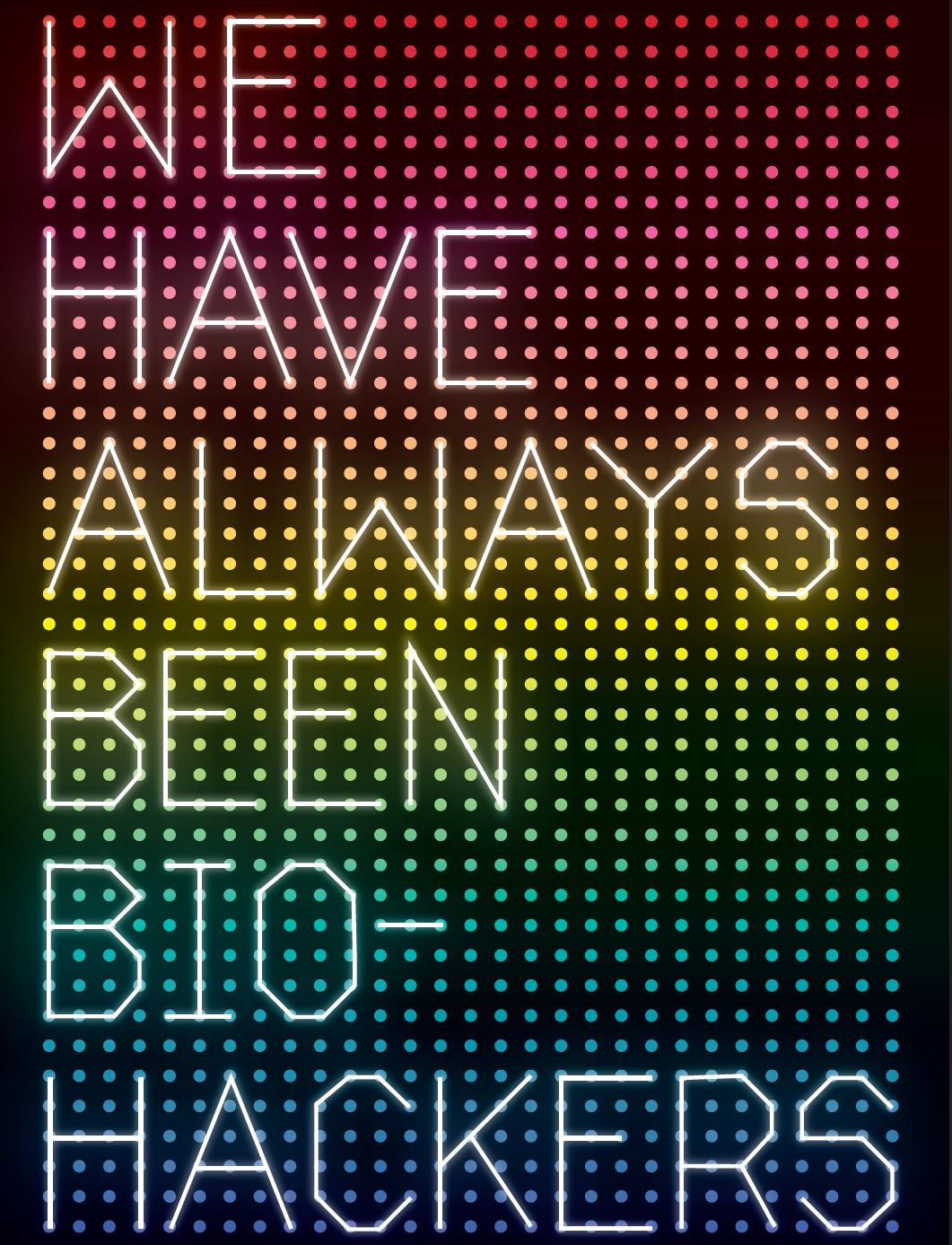
Плакат WHABBH, разработанный Центром геномной гастрономии, 2010 год

Термин «биохакинг», а также концепция биологии «сделай сам» были известны ещё в 1988 году.
Биохакинг вошел в сообщества программистов и мейкеров Сан-Франциско ещё в 2005 году через простые демонстрации базовых экспериментов. Когда эксперименты DIYbio стали центром внимания хакеров SuperHappyDevHouse (англ.), хобби получило дополнительный импульс.
В 2005 году Роб Карлсон написал в статье в журнале «Wired»: «Наступает эра гаражной биологии. Хотите принять участие? Уделите время и купите себе лабораторию на eBay». В том же году он создал лабораторию в гараже, работая над проектом, над которым ранее работал в Институте молекулярных наук (англ.) в Беркли, Калифорния.
В 2008 году Джейсоном Бобе и Маккензи Коуэлл была основана организация DIYbio (англ.) и проведено первое собрание.
В 2010 году Genspace (англ.) открыли первую общественную биологическую лабораторию, десять месяцев спустя за ней последовали BioCurious (англ.) и Victoria Makerspace (англ.). За ними последовали многие другие лаборатории и организации, включая, в частности, Counter Culture Labs в Окленде (Калифорния), Baltimore Underground Science Space в Балтиморе (Мериленд), TheLab в Лос-Анджелесе, (Калифорния), и Denver Biolabs в Денвере (Колорадо).
По различным оценкам, в 2014 году в мире насчитывалось 50 биологических лабораторий DIY
В 2016 году было объявлено о проведении первой конференции, посвященной биохакингу, которая состоится в сентябре в Окленде, Калифорния.

## Аспекты
Движение DIYbio стремится пересмотреть представление о том, что для внесения значительного вклада в биологическое сообщество необходимо быть академиком с высшим образованием. Оно позволяет большому количеству небольших организаций и частных лиц участвовать в исследованиях и разработках, при этом распространение знаний является более приоритетной задачей, чем получение прибыли. В последние годы появились различные «сделай сам» способы вести здоровый образ жизни, и многие из них также фокусируются на различных простых способах биохакинга разума, тела, метаболизма и сна.
Мотивы DIY-биологии включают в себя снижение затрат, развлечения, медицину, биохакинг, продление жизни и образование. Недавние работы, объединяющие аппаратное обеспечение с открытым исходным кодом микроконтроллеров типа Arduino и 3-D принтеров RepRap, позволили создать очень недорогие научные приборы (англ.).

### Лабораторное пространство сообщества
Многие организации содержат лабораторию, напоминающую влажную лабораторию мейкерспейс, предоставляя оборудование и материалы для членов организации. Многие организации также проводят занятия и предоставляют обучение. За определенную плату (обычно от 50 до 100 долларов США) участники могут присоединиться к некоторым пространствам и проводить эксперименты самостоятельно.

### Оборудование с открытым исходным кодом
Движение «Сделай сам» в биологии пытается обеспечить доступность инструментов и ресурсов, необходимых любому человеку, включая непрофессионалов, для занятия биологической инженерией. Одним из первых разработанных лабораторных приборов с открытым исходным кодом был Dremelfuge ирландского биохакера Катала Гарви, использующий 3D-печатный держатель пробирок, прикрепленный к ротационному инструменту (англ.) Dremel, для вращения пробирок на высокой скорости, заменяя дорогостоящие центрифуги. Многие другие устройства, такие как амплификатор для ПЦР, были воссозданы в большом количестве. В последнее время были созданы более сложные устройства, такие как цифровая микрофлюидическая платформа OpenDrop и DIY NanoDrop, разработанные компанией GaudiLabs. Компания Open Trons производит доступных лабораторных роботов с открытым исходным кодом, а начиналось все как сотрудничество в области биологии DIY в Genspace. Incuvers производит телеметрические камеры для клеточных исследований, которые доступны по цене и позволяют полностью настраивать среду. OpenCell (англ.), лондонский поставщик биотехнологических лабораторий, регулярно проводит биохакатоны, чтобы содействовать более активной разработке технологий с открытым исходным кодом.

### Популяризация
Большая часть популяризации биохакинга касается безопасности, доступности и будущей законности экспериментов. Тодд Куикен из Центра Вудро Вильсона (англ.) считает, что благодаря безопасности и самоуправлению биологи-самоучки не будут нуждаться в регулировании. Джосайя Зайнер (англ.) считает, что безопасность изначально присуща биохакингу, а его доступность должна быть самым главным вопросом, поскольку в биохакинге недостаточно представлены социальные и этнические меньшинства.

## Темы исследований
Многие проекты биохакинга связаны с модификацией жизни, молекулярной и генной инженерией.

### Биоинформатика
Биоинформатика — еще одна популярная цель для самостоятельных биологических исследований. Как и в других областях, многие языки программирования могут быть использованы в DIY-биологии, но чаще всего используются языки с большими библиотеками биоинформатики.
Примерами являются BioPerl или BioPython, которые используют языки Perl и Python, соответственно.

### Генная инженерия
Генетические инженеры — это субкультура биохакеров, поскольку одной из наиболее доступных форм биохакинга является инженерия микроорганизмов или растений. Эксперименты могут варьироваться от использования плазмид до флуоресцентных бактерий, управления экспрессией генов с помощью света в бактериях, даже использования CRISPR для инженерии генома бактерий или дрожжей.

### Медицина
Ограниченный доступ к медицинской помощи и лекарствам подтолкнул биохакеров к экспериментам в областях, связанных с медициной. Проект Open Insulin направлен на то, чтобы сделать рекомбинантный белок инсулин более доступным путем создания протокола экспрессии и очистки с открытым исходным кодом. Другие эксперименты, связанные с медицинским лечением, включают пересадку микробиома всего тела и создание искусственных поджелудочных желез с открытым исходным кодом для диабетиков.

### Имплантаты
Гриндеры — это субкультура биохакеров, которые занимаются имплантацией технологий или введением химических веществ в организм для улучшения или изменения функциональности своего тела.
Некоторые биохакеры теперь могут чувствовать, в какую сторону света они смотрят, с помощью магнитного имплантата, вибрирующего на коже

### Искусство
В 2000 году противоречивый и самопровозглашенный «трансгенный художник» Эдуардо Кац присвоил стандартные лабораторные работы исследователей биотехнологий и генетики, чтобы использовать и критиковать такие научные методы. В единственном предполагаемом произведении трансгенного искусства Кака, художник утверждал, что сотрудничал с французской лабораторией (принадлежащей Национальному институту агрономических исследований), чтобы получить зеленого флуоресцентного кролика: кролика, которому был имплантирован ген зеленого флуоресцентного белка из вида медуз Aequorea victoria, чтобы кролик флуоресцировал зеленым цветом под ультрафиолетовым излучением. Заявленная работа стала известна как «кролик GFP», которого Кац назвал Альба. Это заявление Каца было оспорено учеными лаборатории, которые отметили, что они провели точно такой же эксперимент (то есть введение кодирующего белок медузы гена GFP) на множестве других животных (кошках, собаках и т. д.) ранее и не создавали Альбу (известную исследователям только как «кролик номер 5256») под руководством Каца. В результате лаборатория сохранила за собой трансгенного кролика, которого она создала и финансировала, а «трансгенное искусство» так и не было выставлено на фестивале Digital Avignon [2000], как предполагалось. Кац, утверждая, что его кролик был первым кроликом GFP, созданным во имя искусства, использовал этот спор для популяризации проблемы замаскированной цензуры, начав кампанию «Free Alba». На его сайте появилась подделанная фотография художника, держащего в руках кролика, окрашенного в дневной светло-зеленый цвет. Члены Critical Art Ensemble написали книги и провели мультимедийные перформансы, посвященные этому вопросу, в том числе «Машина плоти» (посвященная экстракорпоральному оплодотворению, наблюдению за телом и либеральной евгенике) и «Культ новой Евы» (с целью проанализировать, как, по их словам, «наука является институтом власти в отношении производства знаний и стремится заменить эту особую социальную функцию традиционного христианства на Западе»).
Хизер Дьюи-Хагборг — информационный художник и биохакер, который использует геномную ДНК, оставленную людьми, в качестве отправной точки для создания реалистичных трехмерных портретов, сгенерированных компьютером.

## Критика и опасения
Биохакерство подвергается той же критике, что и синтетическая биология и генная инженерия, а также вызывает другие опасения, связанные с распределенным и неинституциональным характером работы, предполагающим потенциальную опасность при отсутствии надзора со стороны профессионалов или правительства. Озабоченность тем, что биохакеры создают патогены в неконтролируемых гаражных лабораториях, заставила Федеральное бюро расследований (ФБР) в 2009 году начать направлять своих представителей на конференции DIYbio. Арест и преследование некоторых участников за их работу с безвредными микробами, например, художника Стива Курца, были осуждены критиками как политические репрессии, которые утверждают, что правительство США использовало антитеррористические полномочия после 11 сентября для запугивания художников и других людей, которые используют свое искусство для критики общества.
Существующие правила не являются специфическими для этой области, поэтому возможность создания и выпуска патологических организмов биохакерами непреднамеренно или преднамеренно стала предметом беспокойства, например, в духе воссоздания вируса гриппа 1918 года исследователями Института патологии вооруженных сил в 2005 году. В США Управление ФБР по оружию массового поражения совместно с Национальным научным консультативным советом по биобезопасности Американской ассоциации содействия развитию науки провело ряд встреч для обсуждения вопросов биобезопасности, в ходе которых обсуждались биологи-любители и способы управления рисками для общества, которые они представляют. В Национальных институтах здравоохранения Национальный научный консультативный совет по биобезопасности возглавляет работу по просвещению общественности в отношении «вызывающих обеспокоенность исследований двойного назначения», например, с помощью таких веб-сайтов, как «Science Safety Security». В 2011 году организация DIYbio организовала конференции, на которых попыталась создать этические кодексы для биохакеров.
Пэт Муни, исполнительный директор ETC Group, является критиком биохакинга и утверждает, что, используя портативный компьютер, опубликованную информацию о последовательности генов и заказанную по почте синтетическую ДНК, практически любой человек может в ближайшем будущем сконструировать гены или целые геномы с нуля (включая геномы смертельно опасных патогенов). В отчете ETC Group за 2007 год содержится предупреждение о том, что опасность этого развития заключается не просто в биотерроре, а в «био-ерроре»(игра слов: error — ошибка).
Хотя до сих пор ни один проект DIYbio не был связан с вредными веществами, опасения остаются как у регулирующих органов, так и у обывателей. Однако часто отмечается, что DIYbio находится на слишком ранней стадии, чтобы считать такие продвинутые проекты осуществимыми, поскольку успешных проектов по трансформационной генетике пока немного. Стоит также отметить, что, хотя человек может нанести вред при достаточном умении и намерении, во всем мире существуют биологические лаборатории с большим доступом к технологиям, навыкам и финансированию для реализации проекта по созданию биооружия.
В то время как противники утверждают, что биологам-самоучкам необходим определенный контроль, энтузиасты полагают, что единый контроль невозможен, и лучший способ предотвратить несчастные случаи или злонамеренность — поощрять культуру прозрачности, где, по сути, биолог-самоучка будет проходить экспертную оценку со стороны других биохакеров. Энтузиасты утверждают, что на страх перед потенциальными опасностями следует отвечать расширением исследований и образования, а не закрывать дверь для глубокого положительного воздействия, которое распределенные биологические технологии окажут на здоровье человека, окружающую среду и уровень жизни во всем мире. Из-за отсутствия прецедентов в отношении такой бизнес-модели основатели DIYbio видят в этом возможность стать новаторами в политике регулирования и безопасности.